# والزکریک (ویرجینیای غربی)
والزکریک (به انگلیسی: Vallscreek) یک منطقهٔ مسکونی در ایالات متحده آمریکا است که در شهرستان مک‌داول، ویرجینیای غربی واقع شده‌است. والزکریک ۴۸۷٫۰۸ متر بالاتر از سطح دریا واقع شده‌است.